# ابتكار الخدمة
يستخدم ابتكار الخدمة في أشياء كثيرة. وتحتوي على سبيل المثال لا الحصر:
1. ابتكار الخدمة، في منتجات الخدمة   - منتجات خدمات جديدة أو محسنة (سلع أو خدمات عامة). غالبًا ما يتعارض هذا مع «الابتكار التكنولوجي»، على الرغم من أن منتجات الخدمة يمكن أن تحتوي على عناصر تكنولوجية. يرتبط إحساس ابتكار الخدمة ارتباطًا وثيقًا بتصميم الخدمة و «تطوير الخدمة الجديدة».
2. ابتكار عمليات الخدمة   - طرق جديدة أو محسنة لتصميم وإنتاج الخدمات. قد يحتوي الابتكار على أنظمة تقديم الخدمة، على الرغم من أنه سيتم اعتبار ذلك كبديل لمنتجات الخدمة. الابتكار من هذا النوع قد يكون تكنولوجي، فني - أو معتمد على الخبرة، أو تنظيم العمل (على سبيل المثال إعادة هيكلة العمل بين المهنيين ومساعدينهم).
3. ابتكار الخدمة في الشركات والمؤسسات والصناعات - الابتكارات التنظيمية، بالإضافة إلى ابتكارات المنتجات والعمليات، وإدارة عمليات الابتكار، داخل منظمات الخدمة.

## تعريفات
وكالة الأبحاث الفنلندية تيكيس عرَفت ابتكار الخدمة بأنه «خدمة جديدة أو مطورة بشكل كبير يتم أخذه بعين الاعتبار. على سبيل المثال قناة تواصل جديدة مع العملاء، أو نظام توزيع أو مفهوم تكنولوجي أو مزيج منهم. يحتوي ابتكار الخدمة دائمًا عناصر قابلة للتكرار يمكن تحديدها وإعادة إنتاجها بشكل منسق في حالات أو بيئات أخرى. في بعض الاوقات يكون العنصر القابل للتكرار بسبب نتائج الخدمة أو عمليات الخدمة على هذا النحو أو جزء منها. يستفيد من ابتكار الخدمة جميع الاطراف سواء كان منتج الخدمة أو العملاء ويطور الميزة التنافسية لمطورها. ابتكار الخدمة هو خدمة منتجة أو خدمة عملية تستند إلى بعض التقنيات أو طريقة منسقة. ولكن في الخدمات، ليس بالضرورة أن يرتبط الابتكار بحداثة التكنولوجيا نفسها ولكن الابتكار غالبًا ما يرتبط في المجالات غير التكنولوجية. يمكن أن تكون ابتكارات الخدمة، على سبيل المثال حلولًا جديدة امام العميل، أو طرق توزيع جديدة، أو تطبيقًا جديدًا للتكنولوجيا في تطبيق الخدمة، أو أشكالًا جديدة في التوريد أو طرقًا جديدة لتنظيم وإدارة الخدمات.»
. اقترح فان آرك وآخرون في عام (2003) تعريف اخر أنها «مفهوم جديد للخدمة تم تغييره بشكل كبير، أو قناة تفاعل العميل، أو نظام تقديم الخدمة أو المفهوم التكنولوجي الذي يؤدي بشكل فردي إلى وظيفة أو أكثر، إعادة تجديد الخدمة في الشركة ولا يتم تغير الخدمة / السلعة المعروضة في السوق ويتطلب قدرات تكنولوجية أو بشرية أو تنظيمية جديدة لهيكلة خدمة المؤسسة.» يشمل هذا التعريف مفاهيم الابتكار التكنولوجي والغير تكنولوجي. تنشأ ابتكارات الخدمات غير التكنولوجية بشكل أساسي من الاستثمار في المدخلات غير الملموسة.

## البحث لابتكار الخدمة
العديد من الأدباء تسائلوا حول ما يجعل الابتكارات الناجحة من هذا النوع يأتي من مجال البحث الجديد لتطوير الخدمة (على سبيل المثال جون وستوري، 1998 نيجسان، 2006). كما ناقش ممارسو تصميم الخدمة بشكل مكثف مميزات المنتجات وتجارب الخدمة الفعالة. أحد الجوانب الرئيسية للعديد من أنشطة الخدمة هو المشاركة العالية للعميل / الزبون / المستخدم في إنتاج الخدمة النهائية. بدون هذا الإنتاج المشترك (أي تفاعل إنتاج الخدمة)، لن يتم إنشاء الخدمة في اغلب الاحيان. هذا الإنتاج المشترك، إلى جانب تجنب المساس بالعديد من منتجات الخدمة، يؤدي إلى ابتكار الخدمة في كثير من الأحيان بأشكال مختلفة عن تلك المعروفة من خلال دراسات الابتكار في التصنيع. لهذا السبب، شدد باحثوا الابتكار على أنه من الصعب استيعاب الكثير من ابتكارات الخدمة في الفئات التقليدية مثل ابتكار المنتجات أو العمليات. يمكن أن تشكل عملية الإنتاج المشترك والتفاعلات بين مقدم الخدمة والعميل محور الابتكار. يوجد عدد متزايد من الجمعيات المهنية التي لديها أقسام خدمة تعزز أبحاث الابتكار في الخدمة، بما في ذلك معهد بحوث العمليات والعلوم الإدارية والجمعية الدولية لمحترفي الابتكار في الخدمة وغيرها.

### نموذج دن هيرتوج
حدد دن هيرتوغ عام (2000) أربعة «أبعاد» للابتكار في الخدمة، يأخذ منحنى مغاير تمامًا في الكثير من النظريات القياسية للابتكار.
1. مفهوم الخدمة يشير إلى مفهوم الخدمة الجديد في سوقه الخاص - خدمة جديدة سارية المفعول، أو في مصطلحات إدواردسون (1996 ، 1997)، «عرض قيمة جديدة». تعتمد العديد من ابتكارات الخدمة على خصائص الخدمة غير الملموسة إلى حد ما، والبعض الآخر يعتمد على طرق جديدة لإقتراح حلول للمشاكل (سواء كانت جديدة أو قديمة). قد تتضمن الأمثلة أنواعًا جديدة من الحسابات المصرفية أو خدمات المعلومات. في بعض قطاعات الخدمة، مثل البيع بالتجزئة، هناك الكثير من الحديث عن «التنسيق»، مثل تنظيم المتاجر بعدة طرق (أكثر أو أقل تخصصا، أكثر أو أقل تركيزا على الجودة أو توفير التكاليف، إلخ.).
2. تشير واجهة العميل إلى ابتكار واجهة بين مقدم الخدمة وعملائه. غالبًا ما ينخرط العملاء بشكل كبير في إنتاج الخدمة، ويمكن أن يكون التغيير في الطريقة التي يؤدون بها أدوارهم وتتصل بالموردين ابتكارات رئيسية للعديد من الخدمات. ومن الممكن ان تتضمن هذه الأمثلة قدر أكبر من الخدمة الذاتية للعملاء الذين يزورون مؤسسات الخدمة. هناك مؤلفات فرنسية حول ابتكار الخدمة تركز بشكل خاص على هذا النوع من الابتكار، وتعرفه على أنه ابتكار في «الخدمة».
3. غالبًا ما يرتبط نظام تقديم الخدمة بين مقدم الخدمة والعميل، نظرًا لأن التسليم يرتكز على التفاعل عبر هذه الواجهة. ومع ذلك، هناك أيضًا ترتيبات تنظيمية داخلية تتعلق بالطرق التي يؤدي بها عمال الخدمة وظائفهم من أجل تقديم الخدمات الحيوية. يتعلق الكثير من الابتكار بالتوصيل الإلكتروني للخدمات، ولكن يمكننا أيضًا التفكير، على سبيل المثال، في ابتكارات النقل والتغليف (مثل توصيل البيتزا). المفهوم الناشئ لـ بروتوكول وصف الجلسة هو فكرة اتباع طريقة «المصنع» في خدمة الابتكار. طريقة«مصنع الخدمة» هو بيئة موحدة وصناعية من تعمل على ابتكار خدمة وتطوير عمليات أكثر فعالية لعصر الملكية الفكرية.
4. تشبه الخيارات التكنولوجية ابتكار العمليات الشائعة في قطاعات التصنيع. تعد تكنولوجيا المعلومات الجديدة ذات أهمية، لأنها تتيح زيادة الكفاءة والفعالية في عناصر معالجة المعلومات المنتشرة إلى حد كبير في قطاعات الخدمات. غالبًا ما نرى منتجات مادية مع الخدمات، مثل بطاقات ولاء العملاء وبطاقات تحديد الهوية بموجات الراديو «الذكية» للمعاملات ومجموعة كبيرة من الأجهزة لخدمات الاتصالات.

من الجانب العملي، فإن أغلب ابتكارات الخدمة ستشمل مجموعات مختلفة من هذه الأبعاد الأربعة. على سبيل المثال:
- يمكن استخدام نظام جديد لتكنولوجيا المعلومات (البعد التكنولوجي) لتمكين الخدمة الذاتية للعملاء (بُعد الواجهة) كما هو الحال في حالة اتصال البنك بعملائه.
- القدرة على تتبع طلب الشخص أو موقع طلب نشره أو يتوقع استلامه.
- قد يتم تقديم الخدمات إلكترونيًا، كما هو الحال في حالة الكثير من الخدمات المصرفية عبر الإنترنت والسحب النقدي من أجهزة الصراف الآلي.
- خدمة جديدة تتيح للعميل فحص الخيارات المختلفة وحساب ما سيدفعه بأنواع مختلفة من الحسابات.
- غالبًا ما تتطلب الخدمة الجديدة نظامًا جديدًا لتقديم الخدمات، وتغييرات في واجهة العميل.

تم تطوير هذا النموذج لاقتراح ستة أبعاد للابتكار في سياق العمل على القطاعات الإبداعية، من قبل جرين، مايلز وروتر  بالإضافة إلى عملية التكنولوجيا والإنتاج، تم تحديد أربعة أبعاد تكون روابطها قوية جدًا في القطاعات الإبداعية مثل ألعاب الفيديو والإعلان والتصميم: المنتج الثقافي والمفهوم الثقافي والتوصيل وواجهة المستخدم.
من المثير للدهشة أن اداب ابتكار الخدمة صلتها سيئة باداب تطوير المنتجات الجديدة، والتي ولدت خطًا دراسيًا حول تطوير الخدمات الجديدة. غالبًا ما يعتمد على القضية المهمة إداريًا لما يجعل الابتكار الناجح للخدمة. انظر على سبيل المثال جون وستوري (1998)، 4 الذين استعرضوا العديد من دراسات تطوير الخدمة الجديدة.

### مزايا الخدمات وإمكانيات الابتكار: مايلز (1993) مقالة مؤثرة عن «ابتكار الخدمة»
إيان مايلز من معهد مانشستر لبحوث الابتكار، هو أحد العلماء في دراسة «خدمة الابتكار». صاغ هذا المصطلح في مقالته لعام 1993 في مجلة المستقبل، (المجلد. 25،   653-672،)  . وقد أدرج سلسلة من الصفات المميزة للخدمات، وربطها بعدة أنواع معينة من الابتكار. غالبًا ما تهدف هذه الابتكارات إلى التغلب على المشكلات المرتبطة بخصائص الخدمة مثل صعوبة عرض الخدمة للعميل، أو مشاكل تخزين وبناء مخزون الخدمة.
بعد مايلز (1993)، تم إجراء العديد من الدراسات، واحدة من أحدث الدراسات التي توصلت إلى استنتاجات مماثلة كانت من مسح نوعي لمنظمات الخدمة بواسطة كاندي (2007).) لاحظ أن الابتكارات المتعلقة بـ «المنتج» أدناه لها الكثير من القواسم المشتركة مع تطوير الخدمة الجديدة كما نوقش أعلاه. في القائمة التالية، ترتبط ميزات الخدمات بإستراتيجيات الابتكار بالرمز >>>.
1. ميزات الخدمات المرتبطة بإنتاج الخدمة
  1. التكنولوجيا والمصنع (مستويات منخفضة من المعدات الرأسمالية؛ استثمارات ضخمة في المباني >>> خفض تكاليف المباني باستخدام الخدمات الهاتفية وأرقام الهواتف المجانية وما إلى ذلك.)
  2. العمل (بعض الخدمات على درجة عالية من الاحتراف، خاصة إذا كانت تتطلب مهارات للتعامل مع الآخرين)؛ والبعض الآخر غير ماهر نسبيًا، وغالبًا ما ينطوي على عمل بسيط أو بدوام جزئي. قد تكون المعرفة المتخصصة مهمة، ولكن نادرًا ما تكون المهارات التكنولوجية (بخلاف تكنولوجيا المعلومات) >>> تقليل الاعتماد على المهارات المكلفة والنادرة باستخدام أنظمة الخبراء والابتكارات ذات الصلة؛ نقل العمليات الرئيسية إلى مناطق منخفضة (باستخدام الاتصالات للحفاظ على التنسيق).
  3. تنظيم عملية العمل (غالبًا ما تنخرط القوى العاملة في إنتاج يشبه الحرف مع تحكم إداري محدود في تفاصيل العمل. >>> استخدم تكنولوجيا المعلومات لمراقبة القوى العاملة (مثل أجهزة قياس سرعة الدوران والاتصالات المتنقلة لموظفي النقل؛ استهداف الهياكل التنظيمية «الأكثر اتساعًا»، مع بيانات من العاملين الميدانيين والمكاتب الأمامية الذين يدخلون مباشرة إلى قواعد البيانات ومن ثم إلى نظم المعلومات الإدارية.)
  4. ميزات الإنتاج (غالبًا ما يكون الإنتاج غير مستمر واقتصاد الحجم محدودة > توحيد الإنتاج (مثل «الوجبات السريعة»)، وإعادة التنظيم في سمة أكثر تشابهًا مع خط التجميع مع مكونات أكثر قياسية وتقسيم أعلى للعمل.)
  5. تنظيم الصناعة (بعض الخدمات العامة التي تديرها الدولة؛ والبعض الآخر غالبًا ما يكون على نطاق صغير مع كثرة الشركات العائلية والعاملين لحسابهم الخاص >>> خارجية وخصخصة الخدمات العامة؛ مزيج من الشركات الصغيرة التي تستخدم تقنيات الشبكة؛ إدارة الخدمات المستندة إلى تكنولوجيا أنظمة المعلومات .)
2. ميزات الخدمات المرتبطة بمنتج الخدمة
  1. طبيعة المنتج (غير مادي، وغالبًا ما يتطلب معلومات مكثفة؛ يصعب تخزينه أو نقله؛ العملية والمنتج صعبين التمييز. >>> إضافة مكونات مادية (مثل بطاقات العميل وبطاقات العضوية). استخدم تقنيات المعلومات في الطلب والحجز وإذا أمكن التوصيل. الحفاظ على عناصر «واجهات المستخدمي» المألوفة.)
  2. ميزات المنتج (غالبًا ما يتم تخصيصها وفقًا لمتطلبات المستهلك. >>> استخدام التبادل الإلكتروني للبيانات أو الإنترنت لإدخال تفاصيل العميل عن بعد؛ استخدام البرنامج لتسجيل متطلبات العميل ومطابقة منتج الخدمة.
3. ميزات الخدمات المرتبطة باستهلاك الخدمات
  1. تسليم المنتج (الإنتاج والاستهلاك متزامنان في الزمان والمكان؛ غالبًا ما يتحرك العميل أو المورد لمقابلة الطرف الآخر. >>> تقنيات المعلومات؛ ماكينات الصرف الآلي وخدمات المعلومات المكافئة.)
  2. دور المستهلك (الخدمات كثيفة الاستهلاك وتتطلب مدخلات من المستهلك في عملية التصميم / الإنتاج. >>> استخدام المستهلك للقوائم الموحدة والأنماط الجديدة في تسليم الطلبات .)
  3. تنظيم الاستهلاك (غالبًا ما يكون من الصعب فصل الإنتاج عن الاستهلاك؛ الخدمة الذاتية في الاقتصادات الرسمية وغير الرسمية شائعة. >>> زيادة استخدام الخدمة الذاتية، وذلك باستخدام تقنية المستهلك الحالية (أو المنتج الوسيط)   - مثل الهواتف وأجهزة الكمبيوتر   - وواجهات برمجية سهلة الاستخدام.)
4. ميزات الخدمات المرتبطة بأسواق الخدمات
  1. تنظيم الأسواق (يتم تقديم بعض الخدمات عن طريق توفير البيروقراطية في القطاع العام؛ ويتم تجميع بعض التكاليف بشكل غير مرئي مع السلع (مثل قطاع البيع بالتجزئة). >>> إدخال شبه أسواق و / أو خصخصة الخدمات؛ طرق جديدة لفرض الرسوم (الدفع لكل مجتمع)، وأنظمة حجز جديدة؛ المزيد من التقلبات في الأسعار باستخدام ميزات الساعات الميكانيكية والأنظمة ذات الصلة.)
  2. التنظيم (التنظيم المهني الشائع في بعض الخدمات. >>> استخدام قواعد البيانات من قبل المؤسسات التنظيمية ومقدمي الخدمات لتزويد وفحص مؤشرات الأداء والأدلة التشخيصية.)
  3. التسويق (من الصعب إثبات المنتجات مقدما. >>> الضمانات؛ حزم العرض التوضيحي (مثل البرامج التجريبية ، البرامج التجريبية، فترات الاستخدام التجريبية).)

بالإضافة إلى ذلك، تمت ملاحظة عدد من الاتجاهات العامة في عملية الابتكار في الخدمات. وتشمل هذه:
1. تصنيع الخدمات، بما في ذلك الجهود المبذولة لتوحيد الخدمات، للحصول على منتجات الخدمة ذات الخصائص والجودة التي يمكن التنبؤ بها، مع وفورات الحجم وتحسين أوقات التسليم. يتضمن هذا عادةً إدخال مستويات عالية من تقسيم العمل، باستخدام العناصر المعبأة مسبقًا والأوتوماتيكية (مثل الوجبات المعدة مسبقًا وقوالب معالجة الكلمات لرسائل النماذج وما شابه). أصبح توحيد منتجات الخدمات إستراتيجية تنافسية للعديد من الشركات.
2. التغيير التنظيمي هو الابتكار. تشير بيانات المسح إلى أن الخدمات تركز بشكل خاص على التغيير التنظيمي. تنطوي العديد من الابتكارات في الخدمات على مزيج من تقنيات جديدة محددة مع تغيير المؤسسة. دور الابتكارات التنظيمية في الخدمات واضح جدا   - تعتبر التطورات مثل محلات السوبر ماركت وغيرها من مرافق الخدمة الذاتية مهمة في تطوير صناعات الخدمات الحديثة. غالبًا ما يكون لهذه الابتكارات التنظيمية بُعدًا تكنولوجيًا، سواء كان ذلك أساسيًا جدًا (مثل عربات التسوق)، أو عالي التقنية نسبيًا (الساعات الميكانيكية)   - نقاط البيع الإلكترونية   - المعدات أو أجهزة الصراف الآلي المرتبطة بالشبكات).
3. كان المسار المهم للتغيير التنظيمي نحو الخدمة الذاتية، دون اتباع هذا التطور بالضرورة على طول الطريق نحو رؤية العميل جالسًا في المنزل يتفاعل مع مقدم الخدمة عبر محطة طرفية بعيدة. بدلاً من ذلك، تسمح إعادة تنظيم مرافق مقدم الخدمة بالخدمة الذاتية للعملاء في إنشاء الخدمة، مما يوفر تكاليف العمالة ويزيد غالبًا من رضا المستخدم حيث يمكن اتخاذ القرارات بشكل مجهول وبالسرعة التي تناسب المرء.
4. بالإضافة إلى الخدمة الذاتية، فإن إشراك العملاء كمنتجين مشاركين مهم بشكل خاص لخدمات الأعمال كثيفة المعرفة، مع التركيز على دور العملاء في تعزيز خبرة موردي الخدمات، وتحديد سبل جديدة لتطبيقها. جلب ويب 2.0 «ابتكار المستخدم» إلى الصدارة في الخدمات الإلكترونية.

## ابتكار الخدمة باستخدام إنترنت الأشياء وتحليلات البيانات الضخمة
في نموذج أعمال نظام خدمة المنتج التقليدي (PSS)، تقوم الصناعات بتطوير منتج مع خدمة ذات قيمة عالية مضافة بدلاً من منتج واحد، وتوفير الخدمات المطلوبة لعملائها . في هذه العلاقة، ليس هدف السوق من الشركات المصنعة هو بيع المنتجات لمرة واحدة، ولكن الربح المستمر من العملاء من خلال حل الخدمة الشاملة، والذي يمكن أن يلبي احتياجات العملاء التي لم تتم تلبيتها سابقا. تركز معظم أنظمة PSS على «البيانات التي يقوم بها الإنسان أو البيانات ذات الصلة بالبشر» بدلاً من «البيانات التي يتم إنشاؤها آليًا أو البيانات الصناعية»، والتي قد تشمل وحدات التحكم في الماكينات وأجهزة الاستشعار وأنظمة التصنيع وما إلى ذلك. العمل المبكر باستخدام مراقبة المنتجات المستندة إلى الويب لخدمات المنتجات عن بُعد بما في ذلك GM OnStar Telematics و Otis Remote Elevator Maintenance (REM) و GE Medical InSite خلال التسعينات.

## خدمة الابتكار والسياسة العامة
في السنوات الأخيرة، بدأ صانعو السياسات في النظر في إمكانية تعزيز ابتكار الخدمات كجزء من استراتيجياتهم للتنمية الاقتصادية. ويعود هذا الاعتبار جزئياً إلى المساهمة المتزايدة التي تقدمها أنشطة الخدمات للاقتصادات الوطنية والإقليمية. كما يعكس الإدراك الناشئ بأن تدابير السياسة التقليدية مثل منح البحث والتطوير ودعم نقل التكنولوجيا قد تم تطويرها من منظور التصنيع لعملية الابتكار.
وقد نشطت المفوضية الأوروبية ومنظمة التعاون الاقتصادي والتنمية بشكل خاص في السعي إلى التفكير في ابتكار الخدمات وآثارها على السياسات. وقد نتج عن ذلك دراسات مثل تقارير منظمة التعاون الاقتصادي والتنمية حول الخدمات المكثفة في المعرفة وتقرير فريق الخبراء التابع للمفوضية الأوروبية حول ابتكار الخدمات   - تقرير مجموعة «تعزيز الابتكار في الخدمات»  وكذلك دراسات اتجاه الرسم البياني المختلفة. أطلقت المفوضية الأوروبية أيضًا عددًا من منصات الخدمات المكثفة للمعرفة المصممة للعمل كمختبرات للسياسات العامة الجديدة لابتكار الخدمات. عدد قليل من وكالات التنمية الاقتصادية على مستوى الدول الأعضاء، وعدد أقل من ذلك على المستوى الإقليمي، ترجم هذا التفكير الجديد في ابتكار الخدمات إلى إجراءات سياسية. تعتبر فنلندا استثناء، حيث كانت خدمات الأعمال كثيفة المعرفة محط تركيز الكثير من العمل الإقليمي (وخاصة منطقة أوسيما).
كانت فنلندا نشطة في التفكير في الآثار المترتبة على سياسة ابتكار الخدمات. وقد شهدت هذا وكالة التمويل الفنلندية للتكنولوجيا والابتكار   - إطلاق مبادرة خدمة، المصممة لدعم «الشركات الفنلندية ومؤسسات البحث في تطوير مفاهيم الخدمة المبتكرة التي يمكن استنساخها أو تكرارها وحيث يتم تطبيقها على بعض التكنولوجيا أو الطريقة المنهجية». a قامت ألمانيا أيضا بمبادرات لخدمات البحث والتطوير، ولدى كندا والنرويج برامج أيضا.
تدرس أيرلندا سياسة الابتكار التي تركز على الخدمات، مع المجلس الاستشاري للسياسة الوطنية للمؤسسات   - سياستها الوطنية ومجلسها الاستشاري للمؤسسات والتجارة والعلوم والتكنولوجيا والابتكار   - إجراء مراجعة لسياسة أيرلندا الحالية وتدابير دعم الابتكار، وتحديد الخيارات لسياسة جديدة وبيئة إطار عمل لدعم نشاط ابتكار الخدمات.
على المستوى الإقليمي، تتوفر معلومات محدودة حول كيفية استجابة مناطق أوروبا للتحديات التي يطرحها ابتكار الخدمات. نشرت [الاستشارات مع التركيز الثابت على الاستراتيجية] مؤخرًا استطلاعًا أوروبيًا حول ابتكار الخدمات واستجابات السياسة الإقليمية. تشير نتائج هذا إلى أن القليل من المناطق في فرنسا والمملكة المتحدة وأيرلندا تركز بشكل واضح على الخدمات والابتكار. ومع ذلك، يعبر الكثيرون عن رغبتهم في معالجة هذه القضية في المستقبل القريب.